# كوجي موريساكي
كوجي موريساكي (森﨑 浩司) (ولد 9 مايو 1981) هو لاعب كرة قدم ياباني والأخ التوأم لكازويوكي موريساكي، شارك في دورة الألعاب الاولمبية الصيفية عام 2004 في اليونان.

## روابط خارجية
1. ↑  "Koji Morisaki Biography and Statistics". Sports Reference. مؤرشف من الأصل في 2018-12-11. اطلع عليه بتاريخ 2009-07-25.

- كوجي موريساكي على موقع الاتحاد الدولي (مؤرشف)  (الإنجليزية)
- كوجي موريساكي على موقع رابطة كرة القدم اليابانية للمحترفين (اليابانية)
- كوجي موريساكي على موقع قاعدة بيانات كرة القدم.إي يو (الإنجليزية)
- كوجي موريساكي على موقع Soccerway.com (الإنجليزية)
- كوجي موريساكي على موقع عالم كرة القدم.نت (الإنجليزية)
- كوجي موريساكي على موقع أوليمبيديا (الإنجليزية)
- FIFA Statistics